# Букмарклет

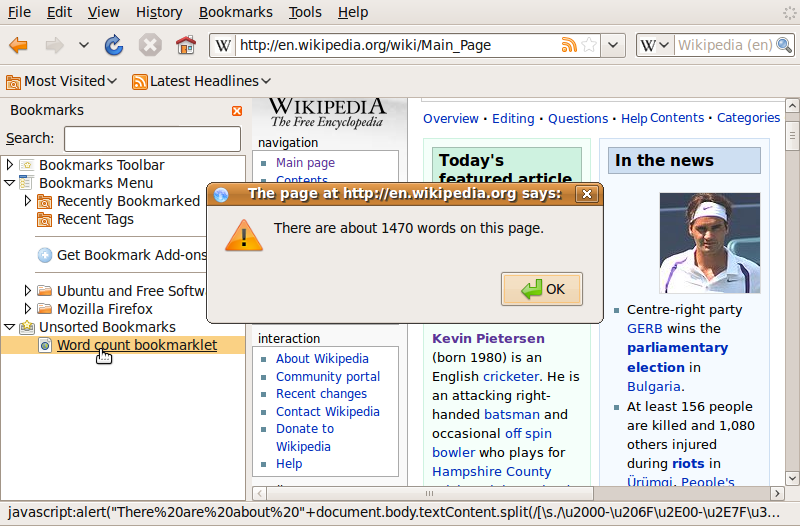
Демонстрація роботи букмарклета, який підраховує кількість слів на сторінці. Показаний браузер Firefox 3.0 на Ubuntu.

Букмарклет (англ. bookmarklet; bookmark — «закладка» і applet — «аплет») — невелика JavaScript-програма, оформлена як javascript: URL, що зберігається як браузерна закладка.
Альтернативна назва букмарклет — «favelets» (від слова «Favorites» — назви закладок в браузері «Internet Explorer»).

## Концепція
Веббраузери використовують адресу ресурсу як для переходу по атрибуту href тегу <a> , так і для збереження адреси ресурсу в закладці. Перша частина адреси, наприклад, http:, file: чи ftp:, вказує на протокол, що використовується в адресі.
Протокол javascript: вказує браузеру, що далі йде код JavaScript, який потрібно виконати.

Приклад букмарклета, що зафарбовує фон сторінки в сірий колір:
```
javascript
:
void
(
document
.
body
.
style
.
backgroundColor
=
'gray'
);

```

Для запуску програмного коду використовується оператор void. Він обчислює вираз і повертає undefined.
Букмарклет зазвичай не повертають значень, і, таким чином, просто виконуються браузером, маючи доступ до відкритої в браузері сторінці. Вони можуть робити те ж саме, що міг би зробити скрипт, поміщений прямо на сторінці.

## Використання
Букмарклети використовуються як інструменти, що надають браузеру додаткову функціональність. Наприклад, вони можуть:
- змінити зовнішній вигляд сторінки (колір, розмір букв, і т. д.), зробити сторінку більш зручною для читання (змінити шрифт, прибрати яскравий фон і миготливі елементи) і взаємодії (розширити поля введення, підкреслити всі посилання);
- витягти дані з сторінки, наприклад, всі посилання або всі зображення, що використовуються;
- перейти (для зручності зазвичай в новому вікні) до результатів пошуку виділених на сторінці слів;
- допомогти веброзробнику — показати імена стилів, класів, властивості елементів, здійснити операції з cookie;
- вкорочувати посилання;
- відправляти посилання на дану сторінку в соціальну мережу;
- перекладати потрібну вам сторінку на будь-яку мову;
- блокувати певні елементи на сторінці (картинки, Flash).

Перед використанням букмарклета потрібно занести його до себе в закладки. Простіше всього це зробити перенесенням готового посилання-букмарклета зі сторінки прямо на панель закладок.

## Створення
Для написання букмарклета використовується мова JavaScript (javascript:...). Може використовуватися редактор букмарклетів
. Готовий букмарклет поміщають в адресний рядок браузера та натискають «Enter».